# 科学大好き土よう塾
『科学大好き土よう塾』（かがくだいすきどようじゅく）は、2002年4月6日から2009年3月21日まで、NHK教育で毎週土曜日に放送された子供向け科学番組である。

## 概要
変遷
初期のころは9:30から10:30までの1時間番組で、コーナーは「とことんアルキメデス」、「君もガリレオ」、「だれでもエジソン」、「いっしょにダーウィン」の4つだった。2003年4月12日に衣替えしてからは放送時間が9:15から9:59までの44分に短縮され、コーナーは「だれでもエジソン」、「君もガリレオ」、「科学マジック」の3つとなった。2006年4月8日からは「科学マジック」が終了し、コーナーは「だれでもエジソン」、「君もガリレオ」の2つとなった。2007年4月7日から「だれでもエジソン」が「ひらめきエジソン」に、「君もガリレオ」が「とことんニュートン」に改名され、あらたに「探犬ガリレオ」のコーナーが始まる。番組ホームページも一新された。
2008年4月5日からは再び衣替えし、放送時間帯が10:30から11:14に移動。塾生3人が“仲間たち”16人に変更された。土よう塾リサーチリポーターとしてお笑いタレント（エレファントジョン、のみくい処、オキシジェンなど）も出演した。
スペシャル
定期的に「スペシャル」と称して、過去に放送した「君もガリレオ」や、「だれでもエジソン」などを再編集して放送したり、番組をそのまま再放送する。特に再放送は夏休みなどの長期休暇に多く見られる。また、「公開Q&Aスペシャル」や「虫スペシャル」など、1つのテーマだけを取り上げることもある。
制作
画面比率4:3で収録されており、地上デジタル放送における当番組の放送時間帯はマルチ編成を実施しているため標準画質映像で放送される。NHKが2006年に公開した「ジャンル別番組制作費」によると、同番組の制作費は1本790万円掛かるとのことである。
その他
「実験、体験、大発見！」が合言葉で、番組開始すぐに「だれでもエジソン」の出演校の生徒が合唱する。以前は塾生が合唱した。
テーマ曲
2007年度・2008年度のテーマ曲は中ノ森BANDの「One way Ticket」。

## コーナー
- 君もガリレオ
2006年度まで放送。2002年度は番組に寄せられた身の回りにある不思議な物の謎を探るコーナーだったが、2003年度からは「とことんアルキメデス」と統合され、小、中学生から届いた科学に関する疑問、質問を徹底的に追求するコーナーになった。番組のメインコーナーであり、毎週コーナーの内容に関する学問に精通してる研究者がゲストに呼ばれる。
- とことんニュートン
2007年度に放送された「君もガリレオ」の後継コーナー。ナレーターはこのコーナーのキャラクター・ニュートンくん（声：野沢雅子）。
- 土よう塾リサーチ
2008度に放送された「とことんニュートン」の後継コーナー。専門家を講師に迎え、スタジオでの実験で不思議な現象などを解説。
- だれでもエジソン
2006年度まで放送。番組がある競技を提案し、全国の小学生がその競技を競い合い、物理学を体験しながら学習するコーナー。
- ひらめきエジソン
2007年度に放送された「だれでもエジソン」の後継コーナー。
- チャレンジCUP
2008度に放送された「ひらめきエジソン」の後継コーナー。参加している学校を訪問し科学の工夫でゲームを競う。2008度最初の競技は「空気でシュート！的あてゲーム」。
- とことんアルキメデス
2002年度に放送。番組に届いた疑問、質問を実験で探るコーナー。2003年度からは「君もガリレオ」に統合された。
- いっしょにダーウィン
2002年度に放送。映像と解説で動物や植物の生態を知るコーナー。
- 南極体験隊がゆく
「探検隊がいく」ではなく、「体験隊がゆく」である。昭和基地と中継を繋いで、南極で発生する自然現象などを解説するコーナー。リニューアル時に始まり、レギュラーではなく別撮りされたものを間隔を開けて放送された。2004年2月28日に総集編を放送してから、同年3月にNHKの職員が日本に帰国したため、コーナー自体が終了したと思われる[独自研究?]。
- 科学マジック
田中玄伯が科学現象を使ったマジックをするミニコーナー。2002年に「科学マジックスペシャル」を放送したのち、好評だったため2003年4月12日から2006年1月21日までレギュラーで放送された。番組終了数分前にマジックを披露し、次週の同じ時間に種明かしをする形式。レギュラー化した後も何度か「科学マジックスペシャル」を放送する。
- 探犬ガリレオ
2007度に放送。電子顕微鏡で身の回りのミクロの世界を紹介するコーナー。
- クイズ カガクでQ
2008度に放送。クイズを通して「ふしぎ」に挑戦
- 前田知洋の『科学マジックの部屋』
2008度に放送。
- さっかく君
2008度に放送。目を錯覚させる図形などを紹介するコーナー。ナレーターは野沢雅子。

## 出演者

### 歴代司会者
- 永井伸一（NHKアナウンサー）、田中真木子（2002年4月 - 2003年3月）
- 室山哲也（NHK解説委員）、中山エミリ（2003年4月 - 2008年3月）
- ルー大柴、神田愛花（当時NHKアナウンサー）（2008年4月 - 2009年3月）

### 塾生
3人の子役タレントが塾生として出演した。通常、春に3人とも別の人に交代するが、2003年度は秋にも交代した。塾生3人制は2007年度をもって終了となった。
- 2002年4月 - 2003年3月
  - 渡辺はるか（わたなべ はるか）
  - 小林輝（こばやし ひかる）
  - 田代琴恵（たしろ ことえ）
- 2003年4月 - 2003年9月
  - 工藤舞子（くどう まいこ）
  - 西嶋一樹（にしじま かずき）
  - 佐藤千夏（さとう ちなつ）
- 2003年10月 - 2004年3月
  - 斉藤舞花（さいとう まいか）
  - 笠原織人（かさはら おりと）
  - 須田泰大（すだ やすひろ）
- 2004年4月 - 2005年3月
  - 春名美咲（はるな みさき）
  - 五十畑颯斗（いそはた はやと）
  - 上村雪乃（うえむら ゆきの）
- 2005年4月 - 2006年3月
  - 阿部美里（あべ みさと）
  - 森輝弥（もり てるや）
  - 土屋シオン（つちや しおん）
- 2006年4月 - 2007年3月
  - 篠原海優（しのはら みゆう）
  - 鈴木麻由（すずき まゆ）
  - 板倉輝（いたくら ひかる）
- 2007年4月 - 2008年3月
  - 水本凜（みずもと りん）
  - 神田舞帆（かんだ まいほ）
  - 松田尚樹（まつだ なおき）

なお、須田泰大と水本凜は、共に同じNHK教育の『天才てれびくんシリーズ』のてれび戦士だった（須田は1999年4月 - 2001年3月、水本は2008年4月 - 2011年3月。）。

### ナレーター
- 野沢雅子 - 「君もガリレオ」「とことんアルキメデス」「とことんニュートン」「土よう塾リサーチ」「さっかく君」
- 柴本浩行 - 「だれでもエジソン」「ひらめきエジソン」「チャレンジCUP」

### 出演したゲスト
- 小池百合子（元環境大臣・防衛大臣）
- 杉木優子（サイエンス・プロデューサー）
- 隆乃若勇紀（元関脇、現タレント）
- 豊岡真澄（“鉄道好きアイドル”と紹介）
- ナポレオンズ（マジシャン）
- 増井光子（よこはま動物園ズーラシア園長）
- 茂木健一郎（脳科学者）
- 養老孟司（解剖学者）
- 与田剛（元プロ野球選手）
- 米村でんじろう（サイエンス・プロデューサー）